# 約翰·威爾斯
約翰·馬庫姆·威爾斯（英語：John Marcum Wells，1956年5月28日—）是一名美國男製片人、導演和編劇。知名於熱門電視劇《仁心仁術》、《危急最前線》、《白宫群英》、《南国警察》、《無恥之徒》和《野獸家族》的節目統籌或執行製片人；他也執導了2013年巨星雲集的金獎熱門電影《八月：奥色治郡》。
威爾斯還是一位工會領袖，曾於1999年至2001年以及2009年至2011年擔任美國西部作家協會主席；也在影視基金會任職理事會。他的公司約翰·威爾斯製片公司（John Wells Productions）位於加利福尼亞州伯班克的華納兄弟製片廠。

## 早期生活
約翰·威爾斯出生於弗吉尼亚州亚历山德里亚，是瑪喬麗·伊麗莎白（Marjorie Elizabeth，娘家姓里斯伯格）和聖公會牧師小盧埃林·華萊士·威爾斯（Llewellyn Wallace Wells, Jr.）的兒子。他擁有英國、愛爾蘭、蘇格蘭、瑞典和挪威血統。威爾斯1979年畢業於卡内基·梅隆大学的戲劇學院，學校中的一間工作室以他的名字命名。在卡内基·梅隆大學期間曾以演員身分在匹茲堡城市劇院工作。

## 外部連結
- John Wells在互联网电影资料库（IMDb）上的資料（英文）
- 在美国电视档案馆上的約翰·威爾斯採訪視頻